# アーミル・ラーシド・ムハンマド
アーミル・ラーシド・ムハンマド・アル＝ウバイディー(1939年バグダード-)は、イラクの元政治家、官僚。元石油大臣（1995～2002）。サッダーム・フセインの信任を受けた数少ない政府閣僚の一人。軍階級は陸軍中将。夫人は、微生物学者で、生物兵器開発に関わったとされるリハーブ・ラシード・ターハー。

## 経歴
イギリスに留学し、バーミンガムにて研修経験がある。1977年から1978年まで軍事情報局長を務めた。
1980年代、サッダームの従兄弟でもあるフセイン・カーミル・ハサンの下で、国内の軍需産業を統括していた軍事産業機構（IMO）の幹部として頭角を現していった。この間に弾道ミサイル開発に関与していたとされ、国連大量破壊兵器廃棄特別委員会(UNSCOM)の聴取を受けている。1993年にニューヨークの国際連合本部で開かれた、イラク・UNSCOM協議で現夫人のリハーブ・ターハーと知り合い、アーミルは前妻と離婚し、リハーブと結婚している。
1995年、上司であったフセイン・カーミルが突如ヨルダンに亡命した。本来であるならば、上司の失態も連帯責任として部下も負わされるのであるが、意外にもサッダームはアーミルを石油大臣に任命した。これ以降、アーミルはフセインに対する忠誠を深めたとされる。
石油相としてアーミルは、「石油と食料交換プログラム」に基づくイラク産原油の輸出拡大に向けた交渉、フランス、ロシア等のイラクに友好的な国の石油企業との油田採掘権交渉や油田開発の契約締結、トルコ向けのガスパイプライン再開、敵対していた隣国シリアとの石油パイプライン再開など、石油を武器にした、資源外交を取り仕切った。
ちなみに、1998年にアーミルが北朝鮮の平壌を訪れた際に、北側当局者との間で、スーダンのハルツーム近郊にイラク・スーダン・北朝鮮三国による共同の弾道ミサイル製造工場を建設することで合意したとアメリカ議会調査局が発表したが、真偽は不明。
2002年12月に突如として石油相を解任され、2003年1月に大統領顧問に任命。国連監視検証査察委員会(UNMOVIC)の査察に対応するために設置された、生物・化学兵器担当のイラク側調査委員長も務めた。だが、同年3月に大統領顧問職を解任され、石油相代理に任命された。　一連の解任劇は、UNMOVICの聴取がリハーブ夫人など閣僚の家族まで及ばないための自衛策だったのでは無いかと見られている。
同年3月20日に戦争が開戦すると、外国記者団の前で会見し、イラク南部の油田がイラク軍によって放火されたとの報道を否定した。翌日の国営テレビが報じた、フセイン主催の閣議にも出席していた。その後、姿をくらましたが、4月28日、バグダードでアメリカ軍に投降した。
2012年4月、釈放。